# Brembosmolen

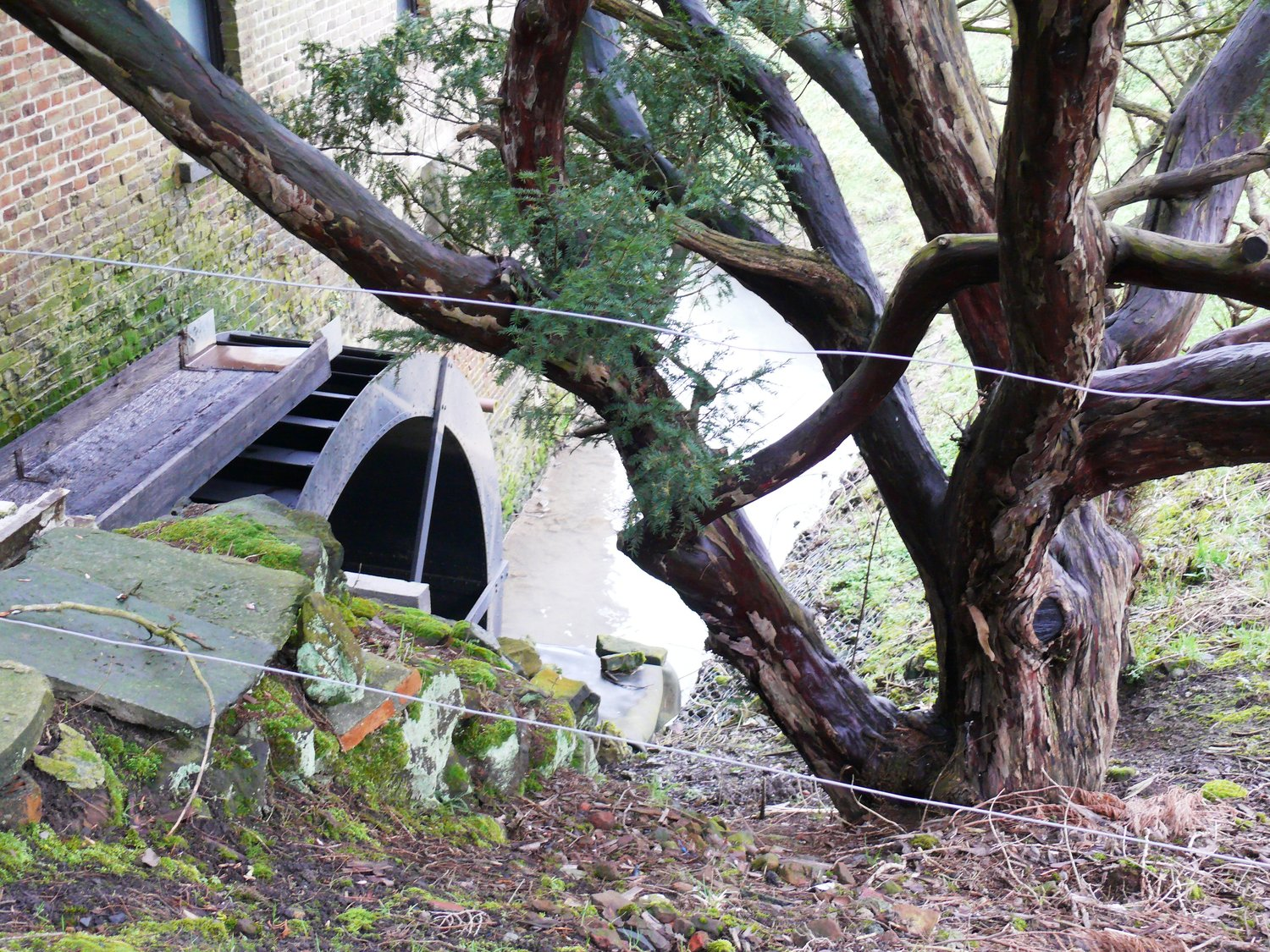

De Brembosmolen of Breembosmolen is een watermolen op de Molenbeek in de Belgische stad Ronse. Het is de enige compleet bewaarde watermolen van de tien watermolens die de stad eertijds had.
De molen bestaat uit het molengebouw, de natuurstenen watergeul, het waterrad en de afzonderlijke sluizen van de spaarvijver van ca. 4 are. De molen is gelegen op een kunstmatige afleiding van de eigenlijke Molenbeek in een bebost en heuvelachtig gebied van de Vlaamse Ardennen. Sinds 1987 is naast de molen, die opgenomen is als beschermd monument, ook de omgeving beschermd als dorpsgezicht.

## Geschiedenis
Deze beschermde graan- en bloemwatermolen werd reeds vermeld in 1577. In de 19de eeuw was de molen ook in gebruik als schorsmolen voor eikenschors ten behoeve van leerlooiers. De maalderij is sinds 1962 buiten gebruik, maar het waterrad en maalwerk zijn nog intact en de molen draait sindsdien op vrijwillige basis.
Het molengebouw is terug te vinden op de Ferrariskaart van 1770-1778, maar de spaarvijver is afgebeeld op de Poppkaart van 1842.

## Restauratie
Begin 2009 werden de tandwielen hersteld en in 2010 werd het waterrad vernieuwd.
De huidige eigenares staat in voor een degelijk onderhoud en stelt haar molen toegankelijk voor bezoekers op afspraak en tijdens de molendagen.
- Inventaris van het Bouwkundig Erfgoed (Vlaanderen): 28501